# Dilocarcinus
Dilocarcinus is een geslacht van kreeftachtigen uit de klasse van de Malacostraca (hogere kreeftachtigen).

## Soorten
- Dilocarcinus argentinianus
- Dilocarcinus dentatus
- Dilocarcinus pagei Stimpson, 1861
- Dilocarcinus panoplus
- Dilocarcinus septemdentatus (Herbst, 1783)
- Dilocarcinus truncatus Rodríguez, 1992